# 小涅赫沃羅夏
49°13′5″N 34°44′16″E / 49.21806°N 34.73778°E
小涅赫沃羅夏（烏克蘭語：Мала Нехвороща），是烏克蘭中部的村莊，隸屬波爾塔瓦州的波爾塔瓦區。該村距離涅赫沃羅夏1公里，面積6.2平方公里，海拔高度103米，2001年人口538。